# Juan Francisco Fresno Larraín
Juan Francisco Fresno Larraín (Santiago del Cile, 26 luglio 1914 – Santiago del Cile, 14 ottobre 2004) è stato un cardinale e arcivescovo cattolico cileno.

## Biografia
Nacque a Santiago del Cile il 26 luglio 1914.
Papa Giovanni Paolo II lo elevò al rango di cardinale nel concistoro del 25 maggio 1985.
Morì il 14 ottobre 2004 all'età di 90 anni e venne sepolto all’interno della cattedrale di San Giacomo.

## Genealogia episcopale e successione apostolica
La genealogia episcopale è:
- Cardinale Scipione Rebiba
- Cardinale Giulio Antonio Santori
- Cardinale Girolamo Bernerio, O.P.
- Arcivescovo Galeazzo Sanvitale
- Cardinale Ludovico Ludovisi
- Cardinale Luigi Caetani
- Cardinale Ulderico Carpegna
- Cardinale Paluzzo Paluzzi Altieri degli Albertoni
- Papa Benedetto XIII
- Papa Benedetto XIV
- Papa Clemente XIII
- Cardinale Marcantonio Colonna
- Cardinale Giacinto Sigismondo Gerdil, B.
- Cardinale Giulio Maria della Somaglia
- Cardinale Carlo Odescalchi, S.I.
- Cardinale Costantino Patrizi Naro
- Cardinale Lucido Maria Parocchi
- Papa Pio X
- Papa Benedetto XV
- Arcivescovo Sebastiano Nicotra
- Vescovo Gilberto Fuenzalida Guzmán
- Arcivescovo Alfredo Cifuentes Gómez
- Cardinale Juan Francisco Fresno Larraín

La successione apostolica è:
- Vescovo José Joaquín Matte Varas (1983)
- Arcivescovo Patricio Infante Alfonso (1984)
- Arcivescovo Pablo Lizama Riquelme (1986)
- Arcivescovo Antonio Moreno Casamitjana (1986)
- Vescovo Adolfo Rodríguez Vidal (1988)
- Vescovo Enrique Troncoso Troncoso (1989)
- Vescovo Rafael de la Barra Tagle, S.V.D. (1989)